# Saint-Jeannet (Alpes-Maritimes)
Saint-Jeannet ist eine französische Gemeinde mit 4.378 Einwohnern im Département Alpes-Maritimes (Region Provence-Alpes-Côte d’Azur). 
Sie ist ein Mitglied der Métropole Nice Côte d’Azur. Die Einwohner werden als Saint-Jeannois bezeichnet.

## Geografie
Saint-Jeannet liegt im Landesinnern etwa 20 Kilometer von Nizza entfernt auf einer durch Geröllablagerungen entstandenen Terrasse am Fuße des Baou de Saint-Jeannet (800 m), eines spektakulären Kalkfelsens, der Wanderer und Kletterer lockt und einen sehenswerten Blick auf das Mittelmeer, das Esterelmassiv sowie die französischen und italienischen Alpen bietet. Die Umgebung des Ortes wird von Weinbergen geprägt. Die Gemeinde liegt mit Teilen des Gemeindegebietes im Regionalen Naturpark Préalpes d’Azur.

## Bevölkerungsentwicklung
| Jahr      | 1962 | 1968 | 1975 | 1982 | 1990 | 1999 | 2008 |
| Einwohner | 1079 | 1421 | 1843 | 2436 | 3188 | 3594 | 3656 |

## Wissenswertes
Der Ort diente als Kulisse für den Hitchcock-Klassiker „Über den Dächern von Nizza“ mit Grace Kelly und Cary Grant in den Hauptrollen. John Robie, die „Katze“, hatte hier sein Haus.

## Gemeindepartnerschaften
Partnergemeinde von Saint-Jeannet ist Salvan im Schweizer Kanton Wallis.